# Cook Motor Vehicle Company
Cook Motor Vehicle Company war ein US-amerikanischer Hersteller von Automobilen.

## Unternehmensgeschichte
Das Unternehmen wurde 1908 in St. Louis in Missouri gegründet. Im gleichen Jahr begann die Produktion von Automobilen. Der Markenname lautete Simplo. 1909 endete die Produktion.
Die Inhaber waren vorher als Kutschenhersteller tätig und betrieben nachher ein Autohaus. Die Firmierungen sind nicht überliefert.

## Fahrzeuge
Die Wagen hatten einen Zweizylinder-Viertaktmotor. Zur Wahl standen Wasserkühlung und Luftkühlung der Motoren. Die Motorleistung wurde über ein Friktionsgetriebe und zwei Ketten zur Hinterachse übertragen. Das Fahrgestell hatte 218 cm Radstand. Der Kunde hatte die Wahl zwischen Vollgummireifen und Gummireifen, wobei letztere einen Aufpreis von 50 US-Dollar kosteten.
Das Model C hatte einen Motor mit 104,775 mm Bohrung, 101,6 mm Hub und 1752 cm³ Hubraum. Die Motorleistung war mit 14/16 PS angegeben. Der Aufbau war ein offener Runabout mit zwei Sitzen.
Das Model L hatte den gleichen Motor. Er war als dreisitziger Roadster karosseriert.
Das Model S war mit 16/18 PS angegeben. Die größere Bohrung von 114,3 mm ergab 2085 cm³ Hubraum. Einziger Aufbau war ein Surrey mit vier Sitzen.
Eine Quelle bezeichnet die Fahrzeuge als Highwheeler. Die Reifengröße war 28 Zoll. Zum Vergleich: Das Ford Modell T hatte 30-Zoll-Reifen.

## Modellübersicht
| Jahr      | Modell  | Zylinder | Leistung (PS) | Radstand (cm) | Aufbau            |
| --------- | ------- | -------- | ------------- | ------------- | ----------------- |
| 1908–1909 | Model C | 2        | 14/16         | 218           | Runabout 2-sitzig |
| 1908–1909 | Model L | 2        | 14/16         | 218           | Roadster 3-sitzig |
| 1908–1909 | Model S | 2        | 16/18         | 218           | Surrey 4-sitzig   |